# Anderson Luís De Abreu Oliveira
Anderson Luís De Abreu Oliveira (Porto Alegre, 13 april 1988) - alias Anderson - is een voormalig Braziliaans betaald voetballer die bij voorkeur op het middenveld speelde. Hij tekende in februari 2015 een contract voor vier jaar bij SC Internacional, dat hem transfervrij overnam van Manchester United. In juni 2007 debuteerde hij in het Braziliaans voetbalelftal.

## Carrière

### Grêmio
Anderson sloot zich als jeugdspeler aan bij Grêmio, waar hij in 2004 zijn debuutseizoen beleefde met vijf wedstrijden en één doelpunt in het eerste elftal. De aanvallende middenvelder werd gezien als de nieuwe Ronaldinho, die evenals Anderson in Porte Alegre werd geboren. In april 2005 speelde hij met Brazilië onder 17 op het Zuid-Amerikaanse kampioenschap onder 17 en in oktober volgde het Wereldkampioenschap onder 17. Op het laatstgenoemde toernooi werd hij uitgeroepen tot beste speler van het toernooi, ondanks dat de finale met 3-0 werd verloren van Mexico.

### FC Porto
Anderson maakte in december de overstap naar FC Porto. Na problemen met zijn werkvergunning, maakte hij in maart 2006 zijn debuut voor de Portugezen.

### Manchester United
Op 30 mei werd bekend dat Anderson samen met Sporting-speler Nani de overstap naar Manchester United maakte. FC Porto ontving ruim 30 miljoen euro voor de spelmaker. In 2008 won Anderson met Manchester United de Champions League door Chelsea FC na penalty's te verslaan. Ook Anderson schoot raak in de strafschoppenserie. Hij maakte zijn eerste goal in de Premier League op 12 september 2009, in een uitwedstrijd tegen Tottenham Hotspur. Manchester United won die wedstrijd met 1-3.
De rol van Anderson bij Manchester werd gaandeweg kleiner. Gedurende het seizoen 2013-2014 verhuurde de club hem aan ACF Fiorentina. In de eerste helft van het seizoen 2014-2015 speelde hij één competitiewedstrijd.

### SC Internacional
Anderson tekende in februari 2015 een contract voor vier jaar bij SC Internacional. Manchester United liet hem transfervrij gaan.

### Adana Demirspor
Op 30 juli 2018 tekende Anderson bij de Turkse voetbalclub Adana Demirspor.
Het volgende jaar, op 20 september 2019, maakte de sporter op 31-jarige leeftijd bekend te stoppen met zijn professionele carrière.

## Clubstatistieken
| Seizoen | Club              | Competitie                    | Duels | Goals |
| ------- | ----------------- | ----------------------------- | ----- | ----- |
| 2004    | Grêmio            | Campeonato Brasileiro Série A | 6     | 1     |
| 2005/06 | FC Porto          | SuperLiga                     | 3     | 0     |
| 2006/07 | FC Porto          | SuperLiga                     | 15    | 3     |
| 2007/08 | Manchester United | Premier League                | 24    | 0     |
| 2008/09 | Manchester United | Premier League                | 17    | 0     |
| 2009/10 | Manchester United | Premier League                | 14    | 1     |
| 2010/11 | Manchester United | Premier League                | 18    | 1     |
| 2011/12 | Manchester United | Premier League                | 10    | 2     |
| 2012/13 | Manchester United | Premier League                | 17    | 1     |
| 2013/14 | Manchester United | Premier League                | 4     | 0     |
| 2013/14 | → ACF Fiorentina  | Serie A                       | 7     | 0     |
| 2014/15 | Manchester United | Premier League                | 1     | 0     |
| 2014/15 | SC Internacional  | Série A                       | 7     | 0     |
| Totaal  | Totaal            | Totaal                        | 143   | 9     |

## Erelijst
Grêmio
- Campeonato Brasileiro Série B: 2005

 Porto
- Primeira Liga: 2005/06, 2006/07
- Taça de Portugal: 2005/06
- Supertaça Cândido de Oliveira: 2006

 Manchester United
- Premier League: 2007/08, 2008/09, 2010/11, 2012/13
- Football League Cup: 2008/09
- FA Community Shield: 2011, 2013
- UEFA Champions League: 2007/08
- FIFA Club World Cup: 2008

 Internacional
- Campeonato Gaúcho: 2015

 Brazilië onder 17
- CONMEBOL Sul-Americano onder 17: 2005

 Brazilië
- CONMEBOL Copa América: 2007

Individueel
- FIFA WK onder 17 Gouden Bal: 2005
- Golden Boy: 2008